# Værum
Værum is een plaats in de Deense regio Midden-Jutland, gemeente Randers, en telt 290 inwoners (2007).